# Lei para inglês ver
Lei para inglês ver é a expressão usada no Brasil e em Portugal para leis ou regras consideradas demagógicas e que não são cumpridas na prática. A origem da expressão tem várias versões, mas deriva  possivelmente de uma situação vivenciada no Período Regencial da história brasileira referente ao tráfico de escravos.

## História
Os britânicos, após um longo período de domínio do mercado de escravos durante mais de duzentos anos, sobretudo monopolizando o tráfico de negros africanos, passaram a liderar os movimentos antiescravistas, proibindo tal prática em 1807. A nível geopolítico, a Coroa Britânica tentou fazer jus à sua moral, exercendo pressão noutros estados para que as aspirações abolicionistas fossem concretizadas. As motivações são diversas, havendo divergência sobre se tal sucedesse por razões econômicas, humanitárias ou ambas. Toda a Europa já estava envolvida pelo Iluminismo, e uma das possibilidades é que os doutrinadores liberais, dentre eles, Adam Smith, tenham influenciado essa postura ao afirmar que o trabalho escravo era mais caro do que o trabalho livre.[carece de fontes?]
Assim, a partir de 1807, o Reino Unido proibiu o tráfico de escravos em suas colônias, abolindo definitivamente a escravidão em seus territórios a partir de 1833. Daí em diante, começaram uma agressiva campanha pelo fim do escravismo nos demais países, inclusive aproveitando-se de sua supremacia marítima na ocasião. Em 1826 obrigou o Brasil, que havia recentemente adquirido sua independência, a firmar um tratado de abolição do tráfico em três anos, o que não foi efetivamente cumprido. Mas o Brasil, politicamente independente desde 1822, era economicamente dependente dos britânicos porque eles lideravam a aquisição da produção do café, em plena expansão, e também forneciam a maior parte dos produtos manufaturados aos brasileiros.[carece de fontes?] Além disso, os principais banqueiros do mundo eram os britânicos, que fomentavam a concessão de empréstimos e financiamentos aos produtores de café e aos que iniciavam a industrialização do país.[carece de fontes?] Dessa forma, e também por conta da vinculação política estabelecida desde a chegada da Corte portuguesa ao Brasil, em 1808, a pressão britânica era intensa o que levou o Governo Regencial — que administrava o país em razão da menoridade do príncipe Dom Pedro II, e que fora colocado no trono com a abdicação de seu pai, Dom Pedro I do Brasil — a promulgar a Lei Feijó, em 1831, que declarava livres os africanos desembarcados em portos brasileiros desde aquele ano. Mas o sentimento geral era de que a lei não seria cumprida, fazendo circular pela Corte, inclusive na Câmara dos Deputados, o comentário de que o Regente Feijó fizera uma lei só "para inglês ver".
Ficou, assim, a expressão que designa tanto leis que só existem no papel como também qualquer outra coisa feita apenas para preservar as aparências, sem que efetivamente ocorra.